# Friedhof von Hell-Bourg

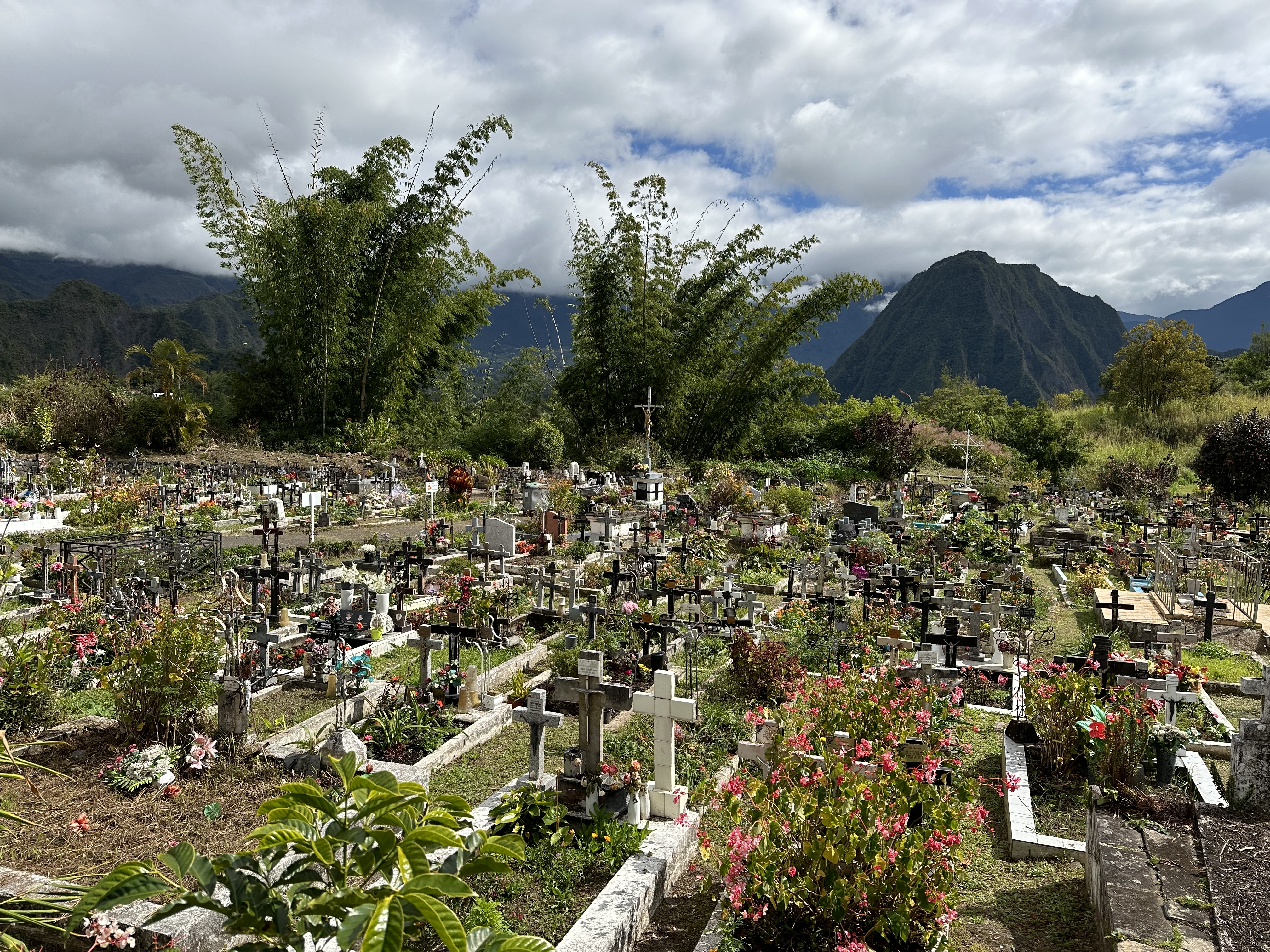
Friedhof von Hell-Bourg, 2024

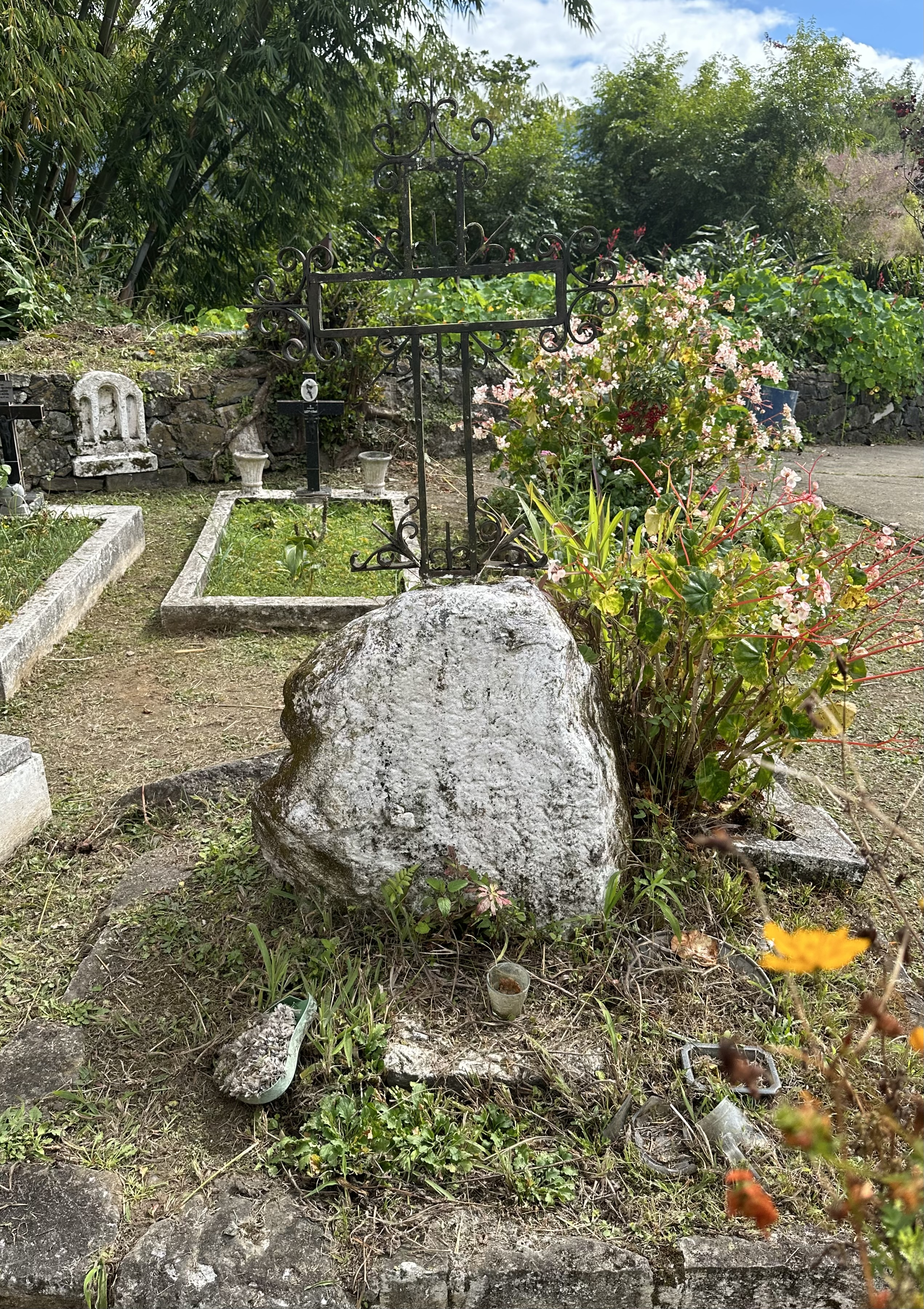
Grabstein Zittes

Der Friedhof von Hell-Bourg (französisch Cimetière de Hell-Bourg) ist der Friedhof des Dorfes Hell-Bourg in der Gemeinde Salazie auf der im Indischen Ozean gelegenen französischen Insel Réunion.

## Lage
Der Friedhof befindet sich am nördlichen Ende der Rue Amiral-Lacaze, am Nordrand von Hell-Bourg.

## Anlage
Auf dem pittoresk gelegenen Friedhof befindet sich in dichter Lage eine Vielzahl von teils historischen Gräbern. Darunter sind auch einige Gräber bekannter Persönlichkeiten. Bemerkenswert ist das namenlose Grab des Banditen Volcenay Zitte (1891–1919), der hier ohne seinen Kopf beigesetzt wurde. Der Leichnam des Dichters Auguste Lacaussade (1815–1897) wurde 2006 vom Friedhof von Montparnasse hierher umgebettet. 
Es gibt Behauptungen, dass sich neben ihm das Grab des seit 1769 vermissten schottischen Dichters William Falconer befinden soll, der mit ihm befreundet gewesen sei. Da beide aber keine Zeitgenossen waren und Falconer auf See vermisst wurde, dürfte es sich um eine Namensähnlichkeit handeln und der hier beigesetzte Falconer nicht identisch mit dem 1769 vermissten Dichter sein.
Bemerkenswert ist auch ein historisches Grab, das als Geburtsort des Beigesetzten das weit entfernte Sankt Petersburg angibt.
Am Friedhof befindet sich auch ein Brunnen.